# V Cygni
V Cygni, eller Nova Cygni 1974, är en pulserande variabel av Mira Ceti-typ,  i stjärnbilden Svanen.
V Cygni varierar mellan magnitud +7,7 och 13,9 med en period av 421,27 dygn.